# Сутулов, Александр Михайлович
Александр Михайлович Сутулов (1881—1958) — русский военачальник, генерал-лейтенант. Участник первой мировой и гражданской войны в России.

## Биография
Из казаков ст. Распопинской Области войска Донского. Окончил Донской кадетский корпус (1900) и Николаевское кавалерийское училище (1902), откуда выпустился офицером в 7-й Донской казачий полк. В 1906 году командирован в Новочеркасское училище на должность сменного офицера (1906—1909), а в 1909 году переведён на ту же должность в Николаевское кавалерийское училище (1909—1914), где с 1914 года стал командиром казачьей сотни (1914—1917).
Участник Первой мировой войны: в 1917 году произведён в полковники и отбыл на фронт помощником командира 19-го Донского казачьего полка, с которым возвратился на Дон.
После возвращения на Дон сразу принял участие в организации борьбы с нашествием красной гвардии. Участвовал в Степном походе отряда генерала Попова П. Х. в качестве заместителя нач. штаба Походного атамана (с февраля 1918). Участник восстания в ст. Усть-Хоперской в апреле 1918 года.
С июля 1918 года — командир 3-го пешего отряда.
Когда на Дону началось всеместное восстание, по поручению Походного атамана формировал отряды в Усть-Медведицком округе. На 29 августа 1918 года — командир отряда войск Усть-Медведицкого района.
В марте 1919 года — войсковой старшина, врио начальника 5-й конной дивизии.
Генерал-майор (март 1919).
С марта 1919 года — помощник начальника 4-й конной дивизии.
До 12 мая 1919 года — начальник 1-й Донской пешей дивизии (с 12 мая — 3-я Донская пластунская бригада).
В июне 1919 года — начальник пешего казачьего отряда.
В августе 1919 года — командир пешей 4-й казачьей бригады.
В октябре 1919 года — начальник 3-й Донской пластунской бригады.
С декабря 1919 года по март 1920 года — командир 2-го (Сводного) Донского корпуса.
Генерал-лейтенант (ноябрь 1919).
В Русской армии генерала Врангеля должности не получил, оставаясь в резерве Донского корпуса (апрель—ноябрь 1920), до эвакуации Крыма. В ноябре 1920 года эвакуирован на корабле «Сцегед» с армией генерала Врангеля.
В эмиграции в Югославии, в 1920—1929 годах — командир сотни Донского кадетского корпуса.
В марте 1942 года участвовал в Белграде (Югославия) в выборах и. о. войскового атамана ВВД.
К концу Второй мировой войны оказался с семьей в Триесте (Италия). После 1950 года — во Франции.
Умер в доме для престарелых 3 июля 1958 года в Каннах (Франция).